# 파군 (행정 구역)
파군(巴郡)은 중국의 옛 행정 구역이다. 현 충칭 시와 쓰촨성 서부 일대를 관할한 군이다.

## 진(秦)
기원전 316년, 진나라에서 파나라를 멸하고 그 자리에 처음으로 파군을 설치했다. 치소는 강주현이라고도 하는 강현(현재의 충칭 시 북)이다. 관할 구역은 대략 지금의 쓰촨성 랑중시 이동과 충칭시 푸링 이서의 사이다. 문헌과 출토자료에서 확인된 속현은 총 11현으로, 다음과 같다. 이외에 한중군이 12현, 촉군이 18현으로, 이는 《한서·고제기》에 “패공을 고쳐 한왕으로 삼고 파·촉·한중 41현에서 왕노릇하게 했다.”와 부합한다.
| 현명 | 한자 | 대략적 위치                     | 비고                                                                                                |
| ---- | ---- | ------------------------------- | --------------------------------------------------------------------------------------------------- |
| 강   | 江   | 충칭시                          | 진나라 봉니 “강좌염승”·“강우염승”(江左鹽丞·江右鹽丞) 등                                             |
| 낭중 | 閬中 | 쓰촨성 랑중시                   | 진나라 봉니 “낭중승인”(閬中丞印)                                                                    |
| 지   | 枳   | 충칭시 푸링구 동                | 진나라 봉니 “지승지인”(枳丞之印)                                                                    |
| 어   | 魚   | 충칭시 펑제현                   | 광시광족자치구 핑러현 은산령(銀山岭) 전국묘장에서 출토된 진나라 병기 “강”과에 명문 “강, 어”(江, 魚) |
| 구인 | 胊忍 | 충칭시 윈양현 고성              | 장가산한간 《질률》에 “구인”                                                                        |
| 임강 | 臨江 | 충칭시 중현                     | 장가산한간 《질률》에 “임강”                                                                        |
| 부릉 | 涪凌 | 충칭시 펑수이먀오족투자족자치현 | 장가산한간 《질률》에 “부릉”                                                                        |
| 안한 | 安漢 | 쓰촨성 난충시                   | 장가산한간 《질률》에 “안한”                                                                        |
| 탕거 | 宕渠 | 쓰촨성 취현 북동                | 장가산한간 《질률》에 “탕거”                                                                        |
| 강양 | 江陽 | 쓰촨시 루저우시                 | 장가산한간 《질률》에 “강양”                                                                        |
| 점강 | 墊江 | 충칭시 허촨구                   | 《화양국지·파지》에 “파자(巴子) 시대에 비록 강주에 서울을 두었지만, 혹은 점강에서도 다스렸다.”      |

## 전한
기원전 206년, 항우가 진나라를 멸하고 중국 전역에 열여덟 제후왕을 봉하면서, 파군은 촉군 · 한중군과 함께 한나라를 이루어 한왕으로 봉해진 고제의 통치를 받았다.
원시 2년(2년)의 인구조사에 따르면 15만 8643호, 70만 8148명을 관할했다. 11현을 두었다.
| 현명   | 한자   | 대략적 위치                     | 비고                                                                    |
| ------ | ------ | ------------------------------- | ----------------------------------------------------------------------- |
| 강주현 | 江州縣 | 충칭시 북                       | 군의 치소가 있었다.                                                     |
| 구인현 | 朐忍縣 | 충칭시 윈양현 서                | 용무수(容毋水)가 발원해 장강에 합류한다. 귤관(橘官), 염관(鹽官)이 있다. |
| 낭중현 | 閬中縣 | 난충시 랑중시                   | 팽도장지(彭道將池), 팽도어지(彭道魚池)가 있다.                          |
| 부릉현 | 涪陵縣 | 충칭시 펑수이먀오족투자족자치현 |                                                                         |
| 안한현 | 安漢縣 | 난충시 북                       | 시어지(是漁池)가 있다.                                                  |
| 어복현 | 魚腹縣 | 충칭시 펑제현 동                | 강관(江關), 도위의 치소가 있다. 귤관(橘官)이 있다.                      |
| 임강현 | 臨江縣 | 충칭시 중현                     |                                                                         |
| 점강현 | 墊江縣 | 충칭시 허촨구                   |                                                                         |
| 지현   | 枳縣   | 충칭시 푸링구 서                |                                                                         |
| 충국현 | 充國縣 | 난충시 난부현 북서              |                                                                         |
| 탕거현 | 宕渠縣 | 다저우시 취현 북동              | 부특산(符特山)이 있고, 잠수(潛水)가 장강과 합류한다.                    |

## 신
신나라에서는 다음 현의 이름을 고쳤다.
| 전한 | 신         |
| ---- | ---------- |
| 안한 | 안신(安新) |
| 임강 | 감강(監江) |
| 부릉 | 파정(巴亭) |

## 후한
31만 691호, 180만 6049명을 관할했고, 14현을 두었다.
| 현명     | 한자     | 대략적 위치            | 비고                                                                               |
| -------- | -------- | ---------------------- | ---------------------------------------------------------------------------------- |
| 강주현   | 江州縣   | 변화없음               | 군의 치소가 있었다.                                                                |
| 구인현   | 朐忍縣   | 변화없음               |                                                                                    |
| 낭중현   | 閬中縣   | 변화없음               |                                                                                    |
| 부릉현   | 涪陵縣   | 변화없음               |                                                                                    |
| 선한현   | 宣漢縣   | 다저우 시              |                                                                                    |
| 안한현   | 安漢縣   | 변화없음               |                                                                                    |
| 어복현   | 魚腹縣   | 변화없음               | 천수(扦水), 천관(扦關)이 있다.                                                     |
| 임강현   | 臨江縣   | 변화없음               |                                                                                    |
| 점강현   | 墊江縣   | 변화없음               |                                                                                    |
| 지현     | 枳縣     | 변화없음               |                                                                                    |
| 서충국현 | 西充國縣 | 낭중 시 목란향(木蘭鄕) | 영원 2년에 낭중을 나누어 설치했다. 전한시기 남아있던 현은 남충국현으로 따로불렀다. |
| 탕거현   | 宕渠縣   | 변화없음               | 철이 난다.                                                                         |
| 평도현   | 平都縣   | 충칭 시 펑두 현        |                                                                                    |
| 한창현   | 漢昌縣   | 바중 시                | 영원 중에 설치했다.                                                                |

초주의 《파기(巴記)》에서는 건안 6년(200년)에 익주목 유장이 파군의 점강 이서를 갈라내어 파서군으로 독립시켰다 한다.

## 진(晉)
촉한시기에는 파군의 동부지역이 파동군으로 분리되었고 동남부지역이 부릉군으로 분리되었다.
서진에서는 익주의 동부지역을 양주로 분리시켰는데, 파군과 파군에서 분리신설된 파서군과 파동군, 그리고 부릉군 모두 양주로 이관되었다. 4현 3,300호를 거느렸다.
영가의 난시기 사천분지를 장악한 성한의 이웅에 의해 점령되면서 성한의 통치하에 놓였다. 성한이 멸망한 뒤 전진에 소속되었다가 동진에 의해 수복되면서 중국왕조의 통치하로 다시 들어가게 되었다.
| 현명   | 한자   |
| ------ | ------ |
| 강주현 | 江州縣 |
| 점강현 | 墊江縣 |
| 임강현 | 臨江縣 |
| 지현   | 枳縣   |

## 송
익주에 소속되었다. 3734호, 13183명을 관할했다.
| 이름       | 종류 | 비고                                                                                    |
| ---------- | ---- | --------------------------------------------------------------------------------------- |
| 강주(江州) | 현령 | 군의 치소가 있었다.                                                                     |
| 임강(臨江) | 현령 | 남제가 이곳으로 군의 치소를 옮겼다.                                                     |
| 점강(墊江) | 현령 | 후한 헌제 건안 6년(200년)에 파서에 두었다가, 유선 건흥 15년(237년)에 원래대로 되돌렸다. |
| 지(枳)     | 현령 |                                                                                         |

## 군수·태수

### 전한
- 진립{陳立, 하평 연간(기원전 28년 ~ 기원전 25년) 이후}[6]

### 후한
- 두안(杜安)[7]
- 왕당(영초 연간)
- 채옹(189년)
- 왕함(王咸, 익주목 유언의 재임(188년 ~ 194년) 중이자, 가룡·임기의 난(191년) 전 당시}[8]
- 방희{익주목 유장의 재임(194년 ~ 214년) 중 ~ 201년}
- 왕모{익주목 유장의 재임(194년 ~ 214년) 중}
- 조작(趙莋)[9] 혹 엄안(212년 당시)
- 비관(214년 이후), 장예(214년 이후)
- 요립(215년 ~ 220년)